# Factor de Kell
El factor de Kell es un parámetro utilizado para determinar la definición vertical (también llamada resolución vertical) efectiva de una pantalla de televisión. Diversas razones relacionadas con la adquisición y presentación de la imagen en sistemas analógicos tradicionales (como PAL) hacen que no se puedan presentar en pantalla exactamente 576 líneas horizontales. 
Empíricamente, la pérdida de resolución debida a estos efectos se agrupa y cuantifica en el factor de Kell.
En los sistemas de exploración entrelazada el factor de Kell es de 0,7 y en los sistemas de exploración progresiva es de 0,9. En NTSC, también conocido por 480i, se utiliza un sistema de exploración de 525 líneas totales y 480 líneas activas (las que se restituyen en pantalla), pues 45 líneas, que no son visibles, se utilizan para el retorno del haz. Por tanto, en NTSC el espectador tan sólo percibe 336 líneas. Este factor puede ser superior a 0,9, cuando se trata de exploración de píxeles (por ejemplo, en cámaras CCD o CMOS) y cuando se trata de por ejemplo pantallas LCD o plasma.

## Descripción técnica

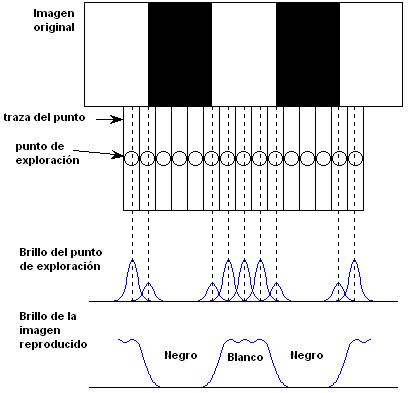
Figura 1.

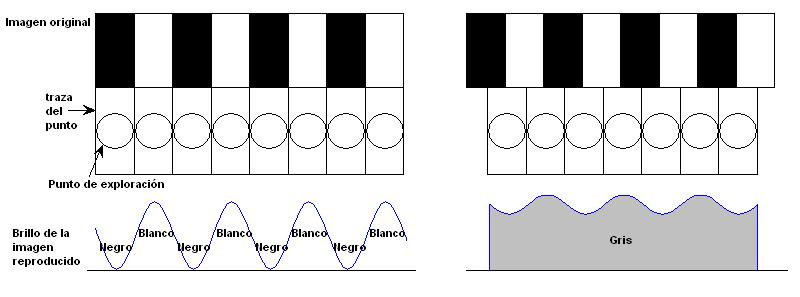
Figura 2.

Idealmente, una estructura de escaneo de Nv líneas verticales debería representar una frecuencia máxima vertical de Nv/2 cph . Pero la definición vertical real es algo más reducida debido a pequeños desalineamientos (solapamientos y espaciados de las líneas) como consecuencia de la exploración y adquisición de la imagen. Por lo que la definición vertical se calcula como:
{\displaystyle D_{V}=k{\frac {N_{V}}{2}}(cph)}
En la práctica el factor de Kell se mide como el número máximo de líneas horizontales que pueden ser visualizadas dividido entre la mitad del número activo de líneas:
{\displaystyle k={\frac {\text{Número de líneas horizontales visualizadas}}{N_{\text{AL}}/2}}}

La figura 1 ilustra la combinación de los efectos debidos a la cámara y a la forma del punto de exploración del CRT y la resolución vertical de la imagen de televisión. Es evidente que cuanto mayor sea el número de líneas de exploración, mejor será la calidad de la imagen reproducida. 
La resolución vertical, evidentemente, no puede exceder el número de líneas activas. Pero podría igualarse si se tratara de un caso ideal, a continuación se muestra un caso ideal cuando el número de líneas activas es igual al número de detalles verticales en la imagen (a la izquierda de la figura 2). Con cámaras que generen estas señales es prácticamente imposible de alcanzar porque no hay manera de garantizar que los detalles estén totalmente alineados constantemente con la estructura del punto de exploración. 
La mayoría de las veces, el punto abarcará varios detalles de la imagen, lo que resultará en una pérdida de resolución vertical (a la derecha de la figura 2). El factor de Kell sólo expresa esta incertidumbre de la resolución vertical.

## Ejemplos
- Una imagen de un sistema de televisión analógico de 625 líneas (por ejemplo PAL 50 Hz) se divide en 576 líneas visibles de arriba abajo. Si se tratara de una imagen compuesta por una serie de líneas horizontales blancas y negras alternadamente, la definición vertical efectiva del sistema de TV es igual al mayor número de rayas que pueden estar dentro de la altura de la imagen y aparecen como rayas individuales. Dado que es poco probable que las rayas de la cámara se alineen perfectamente con las líneas del sensor, el número es ligeramente inferior a 576. Utilizando un factor de kell de 0,7, la resolución se puede determinar como 0,7 × 576 = 403,2 líneas de la resolución.

- El factor de Kell puede ser utilizado para determinar la resolución horizontal que se requiere para que coincida con la resolución vertical alcanzada para un número determinado de líneas de exploración. Para un sistema de 576 líneas y 50 Hz, dada su relación de aspecto 4:3, la resolución horizontal requerida debe ser de 4 / 3 veces la resolución vertical efectiva, o (4 / 3) × 0,7 × 576 = 537,6 líneas de resolución. De manera que 537,6 líneas equivalen a (537,6/2) 268,8 ciclos, y dado que 576i50 tiene un periodo de línea activa de 52μs, su señal de luminancia requiere un ancho de banda de 268,8/52 = 5,17 MHz.

- El factor de Kell se aplica igualmente a dispositivos digitales. Utilizando un factor de Kell de 0,9, un sistema de vídeo HDTV 1080p, usando una cámara CCD y una pantalla LCD o pantalla de plasma tendrá 1,728 × 972 líneas de resolución.

## Historia
En los Estados Unidos, en 1933, RCA había desarrollado un sistema totalmente electrónico de 180 líneas de exploración progresiva y de 24 campos por segundo. En un documento publicado en 1934 por Actuaciones del Instituto de Radio Ingenieros de RCA, R.D. Kell, A.V. Bedford y M.A . Trainer desarrollaron una instalación experimental de televisión, situada en el edificio Empire State.
Mientras experimentaban con diferentes tipos de imágenes estáticas que contenían cada vez más sectores de detalle horizontal y vertical, se dieron cuenta de que la resolución espacial vertical rara vez igualaba el número de líneas activas. Se determinó que, estadísticamente, la resolución vertical equivalía al 64 por ciento del número de líneas activas. Para lograr la resolución vertical deseada el número de líneas de exploración se incrementó a 240, lo que resultó en un ancho de banda de 600 kHz. La cifra fue de 0,64 y fue llamado factor K, más tarde fue redondeado a 0,7. Finalmente vino a ser llamado el factor de Kell, aunque también podría haberse llamado factor Bedford o factor Trainer.
Varios escritores describieron diferentes valores numéricos para el factor de Kell. Las variaciones de una fuente a otra son atribuibles probablemente a diferencias en la imagen de los sistemas de visualización utilizados por diferentes observadores, así como la apreciación subjetiva de la calidad de la imagen. Tal y como se puede observar en la siguiente tabla:
| Fuente                            | factor de Kell | factor de Kell |
| --------------------------------- | -------------- | -------------- |
| Kell, Bedford y Trainer (1934)    | 0,64           |                |
| Mertz y Gray (1934)               | 0,53           |                |
| Wheeler y Loughren (1938)         | 0,71           |                |
| Wilson (1938)                     | 0,82           |                |
| Kell, Bedford y Fredendall (1940) | 0,85           |                |
| Baldwin (1940)                    | 0,70           |                |

Es interesante observar que el concepto del factor de Kell fue inicialmente relacionado con el escaneo progresivo simplemente porque el escaneo entrelazado no se había inventado todavía. Por lo tanto, el factor de Kell simplemente refleja la combinación de cámara / CRT / ambigüedades de la pantalla, que afectan igualmente a los formatos de exploración progresivo y entrelazado.